# Maurice Pellosh
 (janvier 2023).
 (janvier 2023).
La mise en forme du texte ne suit pas les recommandations de Wikipédia : il faut le « wikifier ».
Les points d'amélioration suivants sont les cas les plus fréquents. Le détail des points à revoir est peut-être précisé sur la page de discussion.
- Les titres sont pré-formatés par le logiciel. Ils ne sont ni en capitales, ni en gras.
- Le texte ne doit pas être écrit en capitales (les noms de famille non plus), ni en gras, ni en italique, ni en « petit »…
- Le gras n'est utilisé que pour surligner le titre de l'article dans l'introduction, une seule fois.
- L'italique est rarement utilisé : mots en langue étrangère, titres d'œuvres, noms de bateaux, etc.
- Les citations ne sont pas en italique mais en corps de texte normal. Elles sont entourées par des guillemets français : « et ».
- Les listes à puces sont à éviter, des paragraphes rédigés étant largement préférés. Les tableaux sont à réserver à la présentation de données structurées (résultats, etc.).
- Les appels de note de bas de page (petits chiffres en exposant, introduits par l'outil «  Source ») sont à placer entre la fin de phrase et le point final[comme ça].
- Les liens internes (vers d'autres articles de Wikipédia) sont à choisir avec parcimonie. Créez des liens vers des articles approfondissant le sujet. Les termes génériques sans rapport avec le sujet sont à éviter, ainsi que les répétitions de liens vers un même terme.
- Les liens externes sont à placer uniquement dans une section « Liens externes », à la fin de l'article. Ces liens sont à choisir avec parcimonie suivant les règles définies. Si un lien sert de source à l'article, son insertion dans le texte est à faire par les notes de bas de page.
- La présentation des références doit suivre les conventions bibliographiques. Il est recommandé d'utiliser les modèles {{Ouvrage}}, {{Chapitre}}, {{Article}}, {{Lien web}} et/ou {{Bibliographie}}. Le mode d'édition visuel peut mettre en forme automatiquement les références.
- Insérer une infobox (cadre d'informations à droite) n'est pas obligatoire pour parachever la mise en page.

Pour une aide détaillée, merci de consulter Aide:Wikification.
Si vous pensez que ces points ont été résolus, vous pouvez retirer ce bandeau et améliorer la mise en forme d'un autre article.
Maurice Bidilou dit Pellosh est un photographe-portraitiste congolais, né à Bouansa (Congo-Brazza) le 15 août 1951 et décédé le 25 mai 2023[réf. nécessaire] à Pointe-Noire.

## Biographie
Il naît à Bouansa (Congo-Brazza) le 15 août 1951 dans une famille d'agriculteurs.
Il ouvre son studio photo, Studio Pellosh à Pointe-Noire le 17 décembre 1973.
Il est remarqué dans les années 2020 et des expositions lui sont consacrées.
« A 70 ans, il est enfin reconnu comme l’un des derniers maîtres encore vivants de la photographie africaine »

## Jeunesse
Dès le collège, il se choisit le surnom «Pellosh», un nom prédestiné (La «pelloche» est le nom familier d'une pellicule) qui l’accompagne toute sa vie.
À 17 ans, il rejoint son frère à Pointe-Noire et après avoir exercé divers petits boulots, (en suivant les conseils de son oncle qui finance son apprentissage), Maurice devient élève-photographe (tirage noir et blanc et portrait) au Studio Jeanot Père dès janvier 1971, pour 20 mois,,,.
Contre une dame-jeanne de vin, d’un poulet, d’un régime de bananes et de 20 000 francs CFA, il apprend les clés du métier .
En 1973, il commande en France son premier boîtier : un 6x6 Yashica, et devient photographe ambulant dans le Mayombé.

## Vie professionnelle
Maurice Bidilou dit «Pellosh»  s'installe à Pointe-Noire à 17 ans et, à 22 ans il ouvre son studio non loin du grand marché, près de la grande mosquée, dans un quartier populaire et animé.
Durant près de 40 ans, Pellosh photographie l'ensemble de la société ponténégrine : bande d'amis, amoureux, familles, se pressent dans son studio.Un client parmi tant d'autres, Alain Mabanckou, photographié à l'âge de 9 ans,.
Dans les dancings, où dans les fêtes de famille et les rues, flanqué de son Yashica, Maurice Bidilou saisit les transformations d'une population joyeuse et empreinte d'espérance et de liberté après l'indépendance du Congo-Brazzaville.
Dans les années 1983-1985, avec la disparition au Congo des produits argentiques, Maurice Pellosh abandonne peu à peu le noir et blanc pour les photos couleur. Puis pour les photos numériques dans les années 2000.
Il ferme son studio définitivement en 2016.
Maurice Bidilou a vécu dans les faubourgs de Pointe-Noire, entouré de sa collection d'appareils photo et des éléments de décor de son ancien studio, jusqu'à son décès en mai 2023.

## Reconnaissance tardive
En 2019, Pellosh rencontre à Pointe-Noire, Emmanuèle Béthery, dénicheuse de Talents,,,.
Depuis, Maurice Bidilou et Emmanuèle Béthery valorisent les archives photographiques conservées dans des dizaines de boîtes en cartons Kodak pendant près de 50 ans.
Une 1re exposition mondiale, "Flash B(l)ace" a été organisée à Paris en juin 2021,,. 
Une 2e exposition, "D'Ouest en Est" ,première sur le Continent Africain, à Dar es Salaam, en Tanzanie en octobre 2022,. 
Des photos de Maurice Pellosh sont exposées au Salon du Livre Africain en septembre 2021 à Paris,.
Une 3e exposition" Faces à Faces" s'est déroulée en juin 2023, à Paris,.
"Pause Congolaise" la 4e exposition , dans le cadre des Traversées Africaines  s'est déroulée en Mai 2024 à Paris.
Le travail de Maurice Pellosh a fait l'objet d'une projection et d'une présentation à la 16e édition des Nuits Photographiques de Pierrevert en juillet 2024.
Un livre est en préparation.
Un film documentaire " Maurice Pellosh, La Mémoire en Images" est achevé en juillet 2024. Ce documentaire a été sélectionné pour le Festival de Cinéma 2024 "Écrans Noirs" de Yaoundé (Cameroun) et pour le Festival de Cinéma 2024 "Abuja Film Festival " à Abuja (Nigéria).
La notoriété de Maurice Bidilou dit Pellosh gagne les États-Unis et le reste de l'Europe,,,.
Des photos de Maurice Pellosh sont présentées lors d'une exposition itinérante sur 5 ans et 3 continents du National Muséum of African American History and Culture ( NMAAHC) (Smithsonian) à Washington (États-Unis) à  partir de décembre 2024.
Le service d'Archives Photographiques de la BNF a acquis 10 photos de Maurice Pellosh en janvier 2025.
Des photos de Maurice Pellosh sont présentées lors d'une exposition consacrée à la Rumba Congolaise à Ixelles, Belgique : "Café Rumba" en mars 2025. Cette exposition est en collaboration avec Le Musée royal de l'Afrique centrale. Tervuren de Bruxelles , Belgique.
Des photos de Maurice Pellosh sont proposées à des ventes de photographies contemporaines à la maison de ventes Drouot en novembre 2023   ,en juin 2024 et en juillet 2024   dans le cadre Rencontres de la photographie d'Arles.